# Sestola
Sestola är en ort och kommun i provinsen Modena i regionen Emilia-Romagna i Italien. Kommunen hade 2 485 invånare (2018).